# Special Reserve
Albums de Obie Trice
Second Round's on Me
(2006) Bottoms Up
(2012)
Singles
1. Got Hungry
Sortie : 10 novembre 2009

Special Reserve est une compilation d'Obie Trice, sortie en 2009. 
Cet album regroupe des morceaux enregistrés par le rappeur entre 1997 et 2000 avec le producteur MoSS.
C'est la première sortie officielle d'Obie Trice depuis son départ du label d'Eminem, Shady Records. Cet album sert également à promouvoir le troisième album studio du rappeur, Bottoms Up.
L'ensemble des titres sont composés par MoSS, et certains contiennent des scratches de DJ Grouch (du Turnstylez Crew).

## Liste des titres
| No  | Titre                               | Durée |
| --- | ----------------------------------- | ----- |
| 1.  | Welcome                             | 1:29  |
| 2.  | Got Hungry                          | 3:45  |
| 3.  | You've Been Slain                   | 1:59  |
| 4.  | On & On                             | 3:30  |
| 5.  | I Am                                | 3:21  |
| 6.  | 4 Stories                           | 2:07  |
| 7.  | Roughnecks (featuring Deuce Wonder) | 4:26  |
| 8.  | Cool Cats                           | 3:25  |
| 9.  | What You Want                       | 3:31  |
| 10. | Jack My Dick                        | 3:20  |

| 11. | Dope, Jobs, Homeless | 4:20 |